# 来迎寺 (京都府精華町)
来迎寺（らいこうじ）は、京都府相楽郡精華町にある西山浄土宗の寺である。

## 沿革
天平勝宝元年（749）、行基の開基と伝えられている。
江戸時代は、融通念仏宗の本山である大阪府守口市の佐太来迎寺の末寺だったため、本寺も融通念仏宗だったが、近代の廃仏毀釈を機に、知恩院の門下に入り、浄土宗に転宗した。

文化文政時代建立の旧本堂は老朽化のため、1996年（平成8年）7月25日に改築された（現地案内板より）。

## 文化財
- 中尊阿弥陀如来立像（本尊）- 鎌倉時代作の可能性あり。両脇侍像は江戸時代のもの。高さ76.2cm。
- 薬師如来坐像（本堂安置）- 旧薬師堂の本尊といわれている。江戸時代の作。両脇侍像も同時に作られたといわれる。
- 僧形坐像（本堂安置）- 江戸時代の作の可能性があり。
- 梵鐘 - 貞享元年（1684）の銘がある。大晦日にこの鐘の響きを聞くと、借金取りも引き上げたという伝承がある。太平洋戦争中の金属類回収令によって一度回収されたが、材料として溶かされる事なく終戦を迎え、当地に戻された事から、延命鐘との別称がある。[3]
- お千代半兵衛の墓 - 近松門左衛門作の浄瑠璃、「心中宵庚申」（しんじゅうよいこうしん）の主人公、お千代が、地元の植田村（作品では上田村）の大百姓、嶋田平右衛門の二女であったことから、墓石が置かれている。[4][5]